# Loc-Eguiner
Loc-Eguiner település Franciaországban, Finistère megyében. Lakosainak száma 378 fő (2022. január 1.). Loc-Eguiner Bodilis, Lampaul-Guimiliau, Landivisiau, Locmélar és Ploudiry községekkel határos.

## Népesség
A település népességének változása:
| Lakosok száma | 357  | 296  | 280  | 306  | 361  | 386  | 402  | 406  | 396  | 378  |
|               | 1968 | 1982 | 1990 | 2006 | 2013 | 2015 | 2017 | 2019 | 2020 | 2022 |